# Josh (Fernsehserie)
Josh (Originaltitel: Wanted: Dead Or Alive, deutscher Alternativtitel: Der Kopfgeldjäger) ist eine US-amerikanische Westernserie, die von 1958 bis 1961 produziert wurde. Es handelt sich dabei um einen Ableger der Serie Trackdown. Die in Schwarzweiß gedrehte Serie bedeutete den internationalen Durchbruch für Steve McQueen.

## Handlung
Josh Randall ist Kopfgeldjäger im Wilden Westen. Dabei wird er von dem ehemaligen Sheriff Jason Nichols unterstützt. Er redet nicht viel und trägt eine verkürzte Winchester ’92, mit der er schneller schießt als seine Gegner, die meist Revolver benutzen.

## Ausstrahlung
Ursprünglich war die Erstausstrahlung in Deutschland für 1978 geplant. Obwohl bereits einige Gewaltszenen der Schere zum Opfer gefallen waren, blieb der brutale Kontext der Serie doch erhalten. Am 20. Oktober 1979 erfolgte schließlich die Premiere im Nachtprogramm des ZDF, für die die in Schwarzweiß gedrehten Folgen einkoloriert wurden. Bis zum 13. September 1980 wurden 26 Folgen gezeigt. In den Jahren 1991 und 1992 wurden weitere Folgen unter dem Titel Der Kopfgeldjäger auf ProSieben gesendet.

## DVD
Im Juli 2013 erschien die erste Staffel in restaurierter Fassung in Deutschland auf DVD (Regionalcode 2).